# Cookie Crew
Le Cookie Crew sono state un duo musicale britannico formatosi a Clapham nel 1983 e composto da MC Remedee e Susie Q.

## Storia
Le Cookie Crew sono salite alla ribalta nel 1987, partecipando al singolo Rok da House dei Beatmasters, che è entrato in numerose classifiche, in particolare alla 5ª posizione nel Regno Unito e alla 7ª in Nuova Zelanda. Il brano è considerato uno dei primi esempi in assoluto di hip house. Il loro album di debutto, intitolato Born This Way, è stato pubblicato nel 1989 ed ha raggiunto la 24ª posizione della Official Albums Chart. È stato promosso dai singoli Born This Way (Let's Dance), Got to Keep On e Come On and Get Some, arrivati rispettivamente alla numero 23, 17 e 42 a livello nazionale, il primo dei quali ha trovato successo anche nei Paesi Bassi e in Nuova Zelanda. Il secondo disco Fade to Black è stato promosso da Secrets (Of Success), che si è fermata alla numero 53. Il duo si è sciolto nel 1992.

## Discografia

### Album in studio
- 1989 – Born This Way
- 1991 – Fade to Black

### Singoli

#### Come artiste principali
- 1987 – Females
- 1989 – Born This Way (Let's Dance)
- 1989 – Got to Keep On
- 1989 – Come On and Get Some
- 1991 – Secrets (Of Success)
- 1991 – Love Will Bring Us Back Together
- 1992 – Brother Like Sister

#### Come artiste ospiti
- 1987 – Rok da House (Beatmasters feat. Cookie Crew)